# Vicious White Kids (álbum)
Vicious White Kids es el único álbum de estudio de la banda punk rock Vicious White Kids. Esta es una colección de demos de la banda grabado en 1978.

## Lista de canciones
1. For All That It's Worth - 4:29
2. Piece of Garbage - 3:12
3. Amanda's Song - 3:53
4. Shitty Shitty Bang Bang - 1:16
5. Kill the Hippies - 4:37
6. A New Set of Lies - 2:48
7. Anarchy in the U.K. - 3:40
8. The Tea Song - 0:55
9. Blunt Instrument - 5:36
10. Thinking Outside of the Box - 3:19
11. Never Look Back - 2:25
12. Steppin' Stone - 3:07
13. Deep Throat - 3:23
14. Brains on Vacation - 4:02

## Personal
- Sid Vicious - voz
- Steve New - guitarra
- Glen Matlock - bajo
- Rat Scabies - batería

- Datos: Q6161428